# Régiment de Polleretzky hussards
Le régiment de Polleretzky est un régiment de hussards du Royaume de France créé en 1743.

## Lignage
- 10 décembre 1743 : création du régiment de Polleretzky hussards
- 3 novembre 1748 : renforcé par une partie du régiment de Ferrary réformé
- 5 mai 1758 : licencié, et incorporé dans les régiments de Berchény et Turpin

## Équipement

### Étendards
Le régiment a deux étendards.

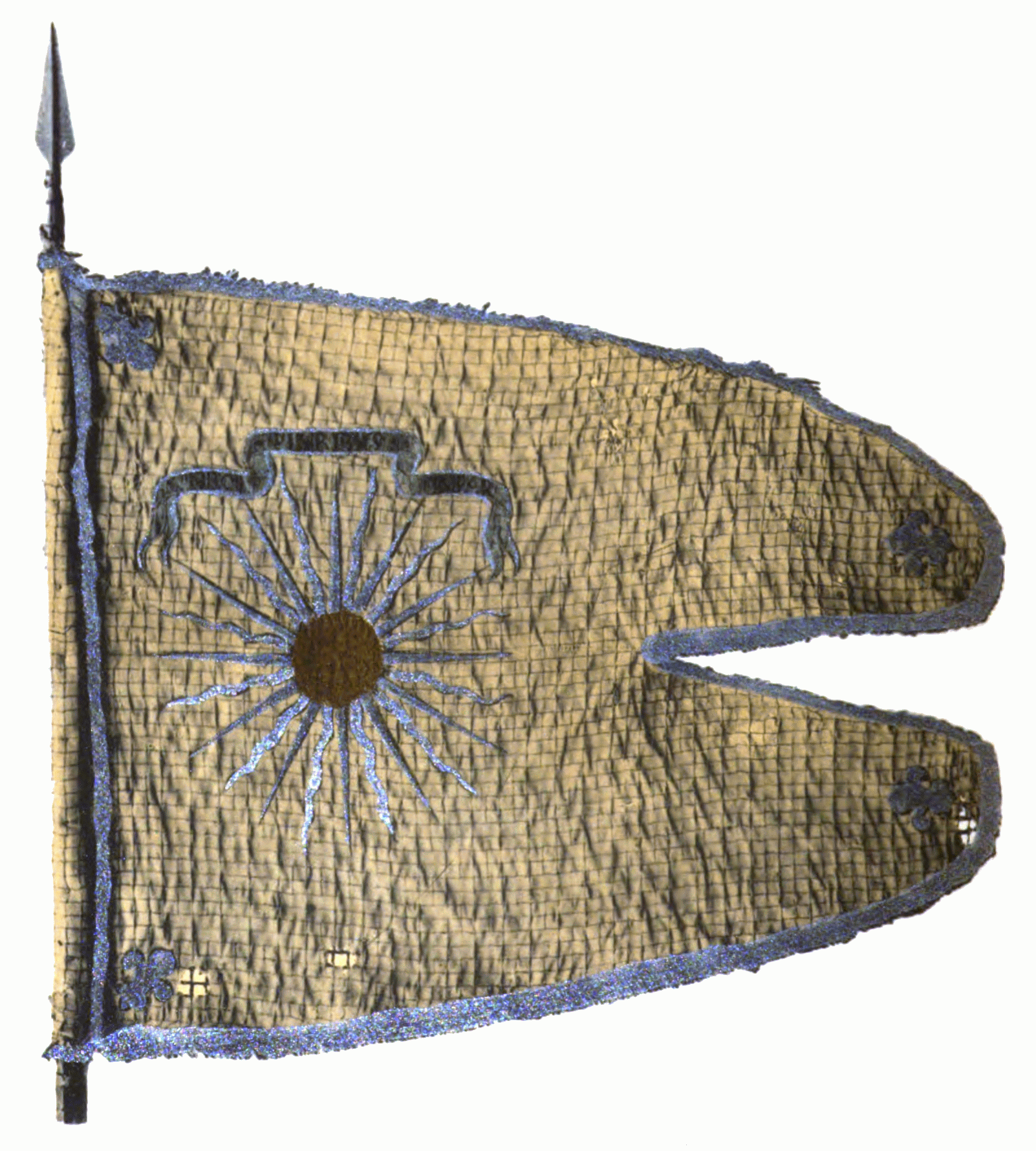
Guidon du régiment de Polleretzky

### Habillement
« La Peliſſe, la veſte & la culotte à la Hongroiſe bleu céleſte, un rang de gros boutons d’étain ronds, entre deux rangées de petits auſſi ronds de métal blanc de chaque côté sur la Peliſſe et sur la veſte, les boutonnières de cordonnet de fil blanc, la poche et les manches bordés d’un galon de fil blanc, doublure de peau de mouton blanc, bordée tout autour d’une pareille peau noire, les bonnets ou ſchakos ſont de feutre noir », « & sont garnis de la couleur affectée à chaque Régiment, avec une fleur-de-lys sur le devant du bonnet. », « celui-ci est diſtingué par le galon & la garniture rouges. ».

## Historique

### Mestres de camp et colonels
- 1er août 1743 : André Polleretzky, né en 1711, brigadier

### Composition
Ce régiment hongrois, créé par l’ordonnance du 10 décembre 1743, est composé de 12 compagnies de 50 hommes, dont 6 provenant de Berchény et 6 de nouvelles levées en Souabe.
Il est réduit à 4 compagnies le 3 novembre 1748.

### Campagnes et batailles
Le régiment se distingue particulièrement à Raucoux, le 11 octobre 1746.
Le 5 mai 1758, le régiment a un étendard pris. Il est licencié pour brigandage et pillage, incorporé dans les régiments de Berchény et Turpin.